# Adam Choma
Adam Choma (* 3. dubna 2002 Ostrava) je český influencer, bývalý florbalista a mládežnický reprezentant.

## Životopis
Adam Choma se narodil 3. dubna 2002 v Ostravě. V dětství, kvůli vadě očí, chodil do speciální mateřské školy se zaměřením pro lidi s postižením zraku. Tehdy začal s florbalem v místním klubu FBC Ostrava. V rodné Ostravě rovněž absolvoval základní školu.
Po základní škole odešel studovat na Střední průmyslovou školu stavební v Ostravě, kde studoval obor stavebnictví. V té době nastupoval za mládežnické kategorie klubu 1. SC Vítkovice. S klubem se dostal do finále mistrovství České republiky starších žáků, které se konalo v Plzni. V prodloužení zápas prohráli proti pražskému Chodovu. V juniorské kategorii se dostal na druhé místo kanadského bodování ligy. Následně byl povolán do české juniorské reprezentace na zápasy proti Švýcarům a Finům.
V sezoně 2020/21 začal pravidelně nastupovat v české Superlize, ve které střelil svůj první hattrick. Jeho klub 1. SC Vítkovice se dostal do finále ligy, do které ale Choma nezasáhl. V dubnu 2021 úspěšně odmaturoval.
Odešel do svého mládežnického klubu FBC Ostrava a nastoupil na VŠB v Ostravě, obor architektura, a začal pracovat jako výpomocný projektant. Později přešel na obor stavební inženýr. V roce 2022 jej limitovali zranění a do zápasů často nezasahoval.
Sezona 2022/23 pro něj byla úspěšnější. Dostal se do první obrany a krátce působil jako kapitán mužstva.
Na začátku roku 2024 mu byla nabídnuta pracovní pozice v klubu FBC Ostrava, kde působil jako skaut a člen marketingu.

### Zdravotní problémy
Ke konci roku 2022 byl často nemocný a jeho onemocnění přetrvalo až do března 2023. V květnu 2023 jej začali trápit časté bolesti hlavy. V nemocnici absolvoval CT mozku, po kterém mu byl diagnostikován nádor na mozku (konkrétně meduloblastom). O dva dny později mu byl nádor operačním zákrokem odstraněn. Díky dobré rekonvalescenci byl po dvou týdnech propuštěn z nemocnice domů.
Po několika týdnech začal podstupovat radioterapie na Dětské onkologii v Brně. V listopadu 2023 začal podstupovat i chemoterapie. Poslední podstoupil v červnu 2024 na onkologii v Ostravě. Jako svou inspirací uváděl českého fotbalistu Matěje Šína, kterému byla rakovina diagnostikovaná v červnu 2022.
V půlce ledna 2025 jej začaly trápit bolesti kostí po celém těle. Ty ho razantně omezovaly v pohybu. Při následném vyšetření na poliklinice v Ostravě byl shledán za zdravého. Bolesti se zhoršovaly a Choma začal chodit na fyzioterapie. Magnetickou rezonanci celého těla podstoupil až v polovině března. Výsledky vyšetření byly v pořádku.
Následující měsíce podstupoval několik dalších vyšetření, po kterých mu nakonec byla diagnostikována neléčitelná recidiva nádoru.

### Osobní život
V roce 2023 navázal vztah se Španělkou Raquel, jež byla v Česku v rámci projektu Erasmus+.